# Giovanni Zucchi
Pour les articles homonymes, voir Zucchi.
Giovanni Zucchi est un rameur italien né le 14 août 1931 à Mandello del Lario et mort le 19 janvier 2021.

## Biographie
Aux Jeux olympiques d'été de 1960 à Rome, Giovanni Zucchi est médaillé de bronze de quatre avec barreur avec Fulvio Balatti, Franco Trincavelli, Romano Sgheiz et Ivo Stefanoni,.